# Filoxeno de Hierápolis

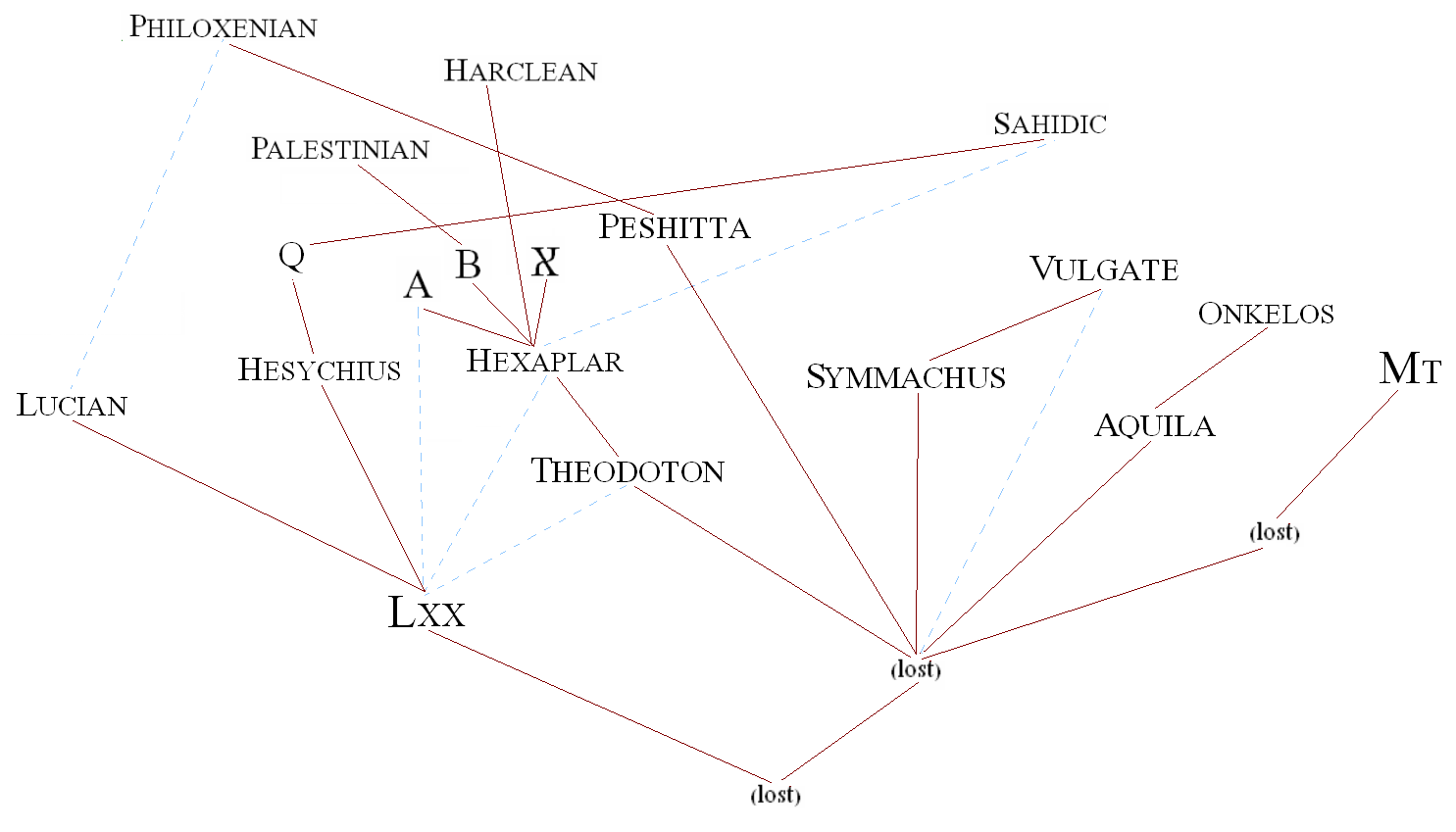
A inter-relação entre os manuscritos antigos mais significativos.

Filoxeno de Hierápolis, também conhecido como Filoxeno de Mabugo (em siríaco: ܐܟܣܢܝܐ ܡܒܘܓܝܐ; romaniz.: Aksenāyâ Mabûḡāyâ; c. 440-523) foi um dos mais notáveis prosadores siríacos e um campeão veemente do miafisismo junto do Severo. Filoxeno é considerado um dos maiores prosadores siríacos. Escreveu tratados sobre liturgia, exegese, teologia dogmática (trindade e encarnação, etc.) e moral, além de muitas cartas acerca da história eclesiástica de seu tempo. Além disso Filoxeno é famoso pela elaboração de sua versão das Sagradas Escrituras, no entanto, destas poucos fragmentos de alguns livros do Velho Testamento.
Nasceu em cerca de 440, em Tahal, uma vila do distrito de Beth Garmaï no leste do rio Tigre. Ele foi, portanto, um cidadão persa embora toda a sua vida ativa de que temos registro foi passada no território do império Bizantino. As declarações que ele tinha sido um escravo e que nunca foi batizado parecem ser invenções maliciosas de seus oponentes teológicos. Ele foi educado em Edessa que foi expulsa em 489 de Edessa por conta de sua ligação com o nestorianismo.
Os anos que se seguiram ao Concílio de Calcedônia (451) foram um período turbulento na Igreja siríaca. Filoxeno logo chamou atenção por sua defesa extenuante no miafisismo. Quando Calandiono, patriarca de Antioquia, foi expulso por Pedro, o Pisoeiro em 485, Filoxeno foi ordenado bispo de Hierápolis Bambice. Foi provavelmente durante os primeiros anos de seu episcopado que Filoxeno compôs suas treze homílias sobre a vida cristã.
Mais tarde dedicou-se à revisão da versão siríaca da Bíblia, e com a ajuda de seu corepíscopo Policarpo produziu-a em 505 na chamada versão Filoxeniana, que foi em algum sentido a Bíblia aceite pelos miafistas siríacos durante o século VI. Filoxeno continuou sua atividade eclesiástica, trabalhando como um amargo oponente de Flaviano II, patriarca de Antioquia, entre 498-512 tendo aceitado os decretos do Concílio de Calcedônia.
Com o apoio do imperador Anastácio, os miafistas depuseram Flaviano em 512 e o substituíram por Severo. Da parte de Filoxeno na briga nós não possuímos fontes muito confiáveis de escritores hostis, como Teófanes, o Confessor e Teodoro, o Leitor. Em ou cerca de 507, de acordo com Teófanes, ele foi convocado pelo imperador de Constantinopla para presidir um sínodo em Sídon que foi um meio de obter a substituição de Flaviano por Severo; nesta ocasião aproveitou para condenar publicamente o diofisismo. No entanto o triunfo foi de curta duração. Justino I, que sucedeu Anastácio em 518 e aderiu ao credo da Calcedônia, exilou Severo e Filoxeno em 519. Filoxeno foi banido para Filipópolis na Trácia e depois para Gangra na Paflagónia onde foi assassinado em 523.